# Giulio Cabianca
Giulio Cabianca  (Verona, 19 de febrero de 1923-Módena, 15 de junio de 1961) fue un piloto de automovilismo italiano que llegó a disputar carreras de Fórmula 1.

## Carrera

### Fórmula 1
Debutó a la segunda carrera de la temporada 1958 (la novena temporada de la historia) del campeonato del mundo de la Fórmula 1, disputando el 18 de mayo del 1958 el GP de Mónaco al Circuito de Montecarlo.
Giulio Cabianca participó en cuatro carreras puntuables parar el campeonato de la F1, disputadas en tres temporadas diferentes (1958 - 1960) y consiguiendo un cuarto lugar como mejor clasificación.

### Muerte
El 17 de junio de 1961, estaba haciendo pruebas del Cooper-Castellotti en el Autódromo de Módena. En el automóvil, un engranaje saltó y el automóvil, con la caja de cambios en punto muerto y fuera de control, abandonó la pista a una velocidad muy alta, dejando abierta una puerta; cayó sobre la via Emilia, en ese momento congestionado por el tráfico de los trabajadores que salían de las fábricas.
La carrera del monoplaza terminó contra un edificio de Carrozzeria Orlandi, después de golpear a cuatro vehículos y a tres motociclistas, causando la muerte de tres personas, así como varios heridos. Extraído de los restos del vehículo aún con vida, Cabianca fue trasladado al hospital de la ciudad e inmediatamente operado, pero falleció 3 horas después del accidente. Unos meses más tarde, recibió el título del Campeonato de Gran Turismo Italiano, en la categoría de hasta 2500 cm³.

## Resultados

### Fórmula 1
| Año     | Equipo               | 1   | 2       | 3   | 4   | 5   | 6   | 7   | 8      | 9     | 10      | 11  | Pos. | Puntos |
| ------- | -------------------- | --- | ------- | --- | --- | --- | --- | --- | ------ | ----- | ------- | --- | ---- | ------ |
| 1958    | O.S.C.A. Automobil   | ARG | MON DNQ | NED | 500 | BEL | FRA | GBR | GER    | POR   |         |     | NC   | 0      |
| 1958    | Jo Bonnier           |     |         |     |     |     |     |     |        |       | ITA Ret | MAR | NC   | 0      |
| 1959    | Scuderia Ugolini     | MON | 500     | NED | FRA | GBR | GER | POR | ITA 15 | USA   |         |     | NC   | 0      |
| 1960    | Scuderia Castellotti | ARG | MON     | 500 | NED | BEL | FRA | GBR | POR    | ITA 4 | USA     |     | 19.º | 3      |
| Fuente: |                      |     |         |     |     |     |     |     |        |       |         |     |      |        |